# 嘉兴周懒予杯中国新锐围棋公开赛
嘉兴周懒予杯中国新锐围棋公开赛由中国围棋协会和嘉兴市人民政府主办；浙江省围棋协会、嘉兴市体育局和秀洲区人民政府承办单位。比赛用时：每方基本用时50分钟、之后3次30秒读秒，超时判负。采用积分编排制，共进行11轮。

## 参赛资格
新锐组：在中国围棋协会定段的男子十八周岁以下（2007年1月1日以后出生）、女子二十周岁以下（2005年1月1日以后出生）的职业棋手均可报名参赛。
业余组：全国业余7段及以上业余棋手，浙江省少儿围棋集训队20名，主办方特邀嘉兴籍4名业余6段棋手。
业余组、新锐组男女集体混合比赛,分开录取名次。

## 奖金（人民币）
新锐组男子：第一名16万元，第二名8万元；第三名4万元；第四名2.5万元；第五名2万元；第六名1万元。第七名0.8万元，第八名0.7万元；第9-16名4千元；第17-24名2千元。
新锐组女子：第一名8万元，第二名4万元；第三名2万元。
业余组：第一名6万元，第二名3万元；第三名2万元；第四名1.5万元；第五名1万元；第六名0.8万元。第七名6千元，第八名5千元；第9-16名3千元；第17-24名1.5千元。

## 参赛名单[2]

### 新锐组男子：（共41人）
七段：叶长欣
六段：邱禹然 马靖原 许一笛
五段：黄邱铉 陈家瑞 林子杰 韩墨阳 吴俊毅 周子弈 段博尧 王舜博 戴琪高 朱彦臻 张歆宇
四段：涂季康 孙一格 行泓丞 黄思源 尹成志 王若宇 田沐沐 于佳步
三段：王泽萱 李林璞 高  看 胡斯予 万恩泽
二段：隋庆瀚 梁景鑫 黄冠文 麻长皓 童弋航 李崇德 叶之泉 夏  鑫 
初段：黄  誉 安  鼎 张一淼 吴浩轩 李思瀚

### 新锐组女子：（共30人）
六段：吴依铭 李思璇
五段：李小溪
四段：严惜蓦 丁柯文 徐海哲 冯韵嘉
三段：刘砚畅 祝菲鸿 石知恩 魏欣桐 岳佳妍 陈蔓淇
二段：章重恒 陈心飏 桂诗云 赵千越 周雨萱 曾楚典 谢梓萌 
初段：代一涵 鑫天悦 王一如 刘子萌 叶子萌 黄思玥 谢佳言 宋瑞莱 喻瑞琳 冯盛敬悦

### 业余组：（共46人）
8段：马天放 白宝祥 王异新 包轶文
7段：褚哲恒 温越 温起 杨天逸 王子文 章毅 杨隽翀 戚泽楠 佟云 刘天忆 叶方家 周逸潇 张广 曹汝旭 刘芮 钱铖 刘成龙 冯毅 虞宸炫 梁铭灿
6段：李想 张书樵 徐卓凡 付伟洪 任禹安 陈树池 陆泓铭 林沐乐 顾秋熠 尉清扬 邱启航 邓周佳锋 严紫蓦 王珞惜 王明澈
5段：黄定坤 陈悦萌 邵子瑜 许新宽 马家宁 卫丛渔 肖丽朵

## 各组前三名[3]
- 新锐组男子：许一笛六段、戴琪高五段、段博尧五段；
- 新锐组女子：李思璇六段、吴依铭六段、徐海哲四段；
- 业余组：马天放8段、杨隽翀7段、白宝祥8段。